# Adam Cohen
Adam Cohen (* 18. září 1972, Montréal) je kanadský písničkář.
Je synem hudebníka a spisovatele Leonarda Cohena a jeho tehdejší přítelkyně Suzanne Elrod. Po rozchodu rodičů žil převážně s matkou a velkou část dětství strávil ve Francii; v dětství však žil také na různých dalších místech po celém světě, například na řeckém ostrově Hydra, v New Yorku či Los Angeles. Ve svých dvanácti letech začal hrát na kytaru a později studoval mezinárodní vztahy na Syracuse University.
V roce 1997 podepsal smlouvu s hudebním vydavatelstvím Columbia Records a v následujícím roce vydal své první studiové album. Od roku 2004 působí vedle své sólové kariéry také ve skupině Low Millions, se kterou v témže roce vydal album Ex-Girlfriends.
Produkoval také album You Want It Darker svého otce.

## Sólová diskografie
- Adam Cohen (1998)
- Mélancolista (2004)
- Like a Man (2012)
- We Go Home (2014)